# Specifična teža
Specífična téža (oznaka {\displaystyle \sigma \!\,} ali {\displaystyle \gamma \!\,}) je fizikalna količina za merjenje razmerja med težo {\displaystyle F_{\rm {g}}\!\,} in prostornino telesa V:  
{\displaystyle \sigma ={\frac {F_{\rm {g}}}{V}}={\frac {F_{\rm {g}}\rho }{m}}=\rho \,g\!\,,}
kjer je:
- {\displaystyle \rho \!\,} – gostota kapljevine,
- {\displaystyle g\!\,} – težni pospešek.

Osnovna enota za merjenje specifične teže je N/m³.
Specifična teža, oziroma redkeje specifična gostota, v mineralogiji in kemiji trdnin in kapljevin je brezrazsežna količina in je enaka relativni gostoti glede na destilirano vodo pri normalnem tlaku 1,01325 bar in temperaturi, kjer ima največjo gostoto (3,98 °C) ({\displaystyle \rho _{o}}):
{\displaystyle d={\frac {\rho }{\rho _{o}}}\!\,.}
Po definiciji kilograma znaša gostota vode 0,999975 kg/dm³, kar je treba upoštevati pri primerjanju absolutne gostote in specifične teže. Običajno se za specifično težo vode na Zemlji pri temperaturi 4°C podaja vrednost 9,807 kN/m3.
Za pline je specifična teža običajno določena kot relativna gostota glede na suhi zrak pri standardnih pogojih (1,01325 bar in 0 °C), ki znaša 1,2931 kg/m³, ali pri temperaturi 20 °C, kjer je vrednost enaka 1,205 kg/m³.